# レーザークレー
レーザークレーとは、1973年に任天堂が開発し、その子会社の任天堂レジャーシステムが日本で製造および販売した業務用大型ガンシューティングゲーム。衰退しつつあったボウリングブームに代わる新しいレジャー施設になるとして発表当初は話題を呼んだが、同年のオイルショックによる不況の煽りを受けて商業的には失敗に終わった。

## ゲーム内容
クレー射撃のトラップ競技を模したシミュレーションゲームである。射手が足下のスイッチを踏むか掛け声を掛けると、20メートル先のスクリーン上に動くクレーバード（標的）が4秒間映し出される。これを狙って模擬銃の引き金を引くと、衝撃や発射音を発し、命中と判定されればスクリーン上のクレーバードが飛び散る。現実のクレー射撃における散弾の飛行時間による影響を踏まえた「狙い越し」の必要や、発射時間が長いほど散弾の命中率が下がる「弾抜け」も再現されている。1バードに対して2発の弾を発射でき、ファーストヒットは2点、セカンドヒットは1点として、20回で1ゲームとする。1ゲームに掛かる時間はボウリングの1ゲームとそれほど変わらない。

## システム
プロジェクタによってスクリーンに投影されたクレーバードには不可視のレーザー光線が重ねて照射されている。厳密には、狙い越しを再現するためクレーバードの飛行方向やや前方にレーザー光線が照射される。銃口内部のセンサーがスクリーンから反射されたレーザー光線を感知すると、破砕音を出すとともに銃の下部に付いている赤外線発光器から命中信号が送信される（当初は電波通信であったが安定しなかった）。制御装置では10段階のデューティ比による確率パルスが生成され、クレーバードが飛び出してから命中信号を受けるまでの時間に応じてロータリースイッチが動き、プラグボードで設定された命中率の確率パルスと命中信号との論理積をとる。これによって弾抜けが擬似的に再現される。両方を満たしたとき、スクリーン上に命中の演出が表示される。
価格は1射台350万円（施工費は別途）で、ボウリングが1レーン550万円であることに比べれば安かった。最小構成10射台からのシステムとしての販売であった。

## 歴史
任天堂が1970年に発売した玩具『光線銃SP』は、不良品の多発により利益を上げることはできなかったが、売上台数は上々であった。レーザークレーは、より本格的なレジャースポーツとして射撃シミュレーターを開発しようという目標のもとで、散弾銃によるクレー射撃をイメージして開発がスタートした。開発にあたっては開発者が鉄砲所持許可を取得して実際のクレー射撃を体験している。開発プロジェクトが立ち上がった1971年の時点ではボウリングブームの真っ最中であったが、その後ブームが衰退してボウリング場から客足が遠のき、ボウリング場跡を再利用できる屋内レジャー機器という宣伝とともに発売された。
レジャー業界を対象とした新たな流通網を構築するため、任天堂は1973年2月に完全子会社の「任天堂レジャーシステム株式会社」を設立。レーザークレーは2月末の時点で既に1,400射台の予約があった。5月に10射台のモデルセンターを設置して営業活動を開始。1973年末の時点で日本全国に22施設322射台が稼働していた。モデルセンターを訪れたレジャー業界関係者からの反応は上々で、山内溥は1年間に30億円の売上を見込むなど、成功を確信していた。
各地にレーザークレー施設が設置され始めた矢先、1973年10月の第四次中東戦争勃発に端を発する第一次オイルショックの影響で客足は遠のき、業界からも注文のキャンセルが続出。開発や資材調達にかかった負債だけが残り、任天堂レジャーシステムは社員削減を余儀なくされた。財務状況の悪化による影響は任天堂の決算の数字にも表れた。1974年7月期の売上高は前年比約20%減の35億円となり、売上債権は30億円、棚卸資産は20億円にのぼった。この負債は1980年発売のゲーム&ウォッチの大ヒットによってようやく返済された。
1970年代の任天堂はエレクトロニクス技術の製品展開で失敗を重ねたが、この時に培った技術や販売ルートはその後のコンピュータゲーム事業で活かされた。

## 関連商品

### レイシューティング
1973年5月にSKB販売が発売した業務用大型ガンシューティングゲーム。レーザークレーと同様にボウリング場跡地を再利用したクレー射撃のシミュレーションゲームだが、標的としてクレーを模した装置（レイバード）を実際に飛ばす点で異なる。センサーとストロボ発光装置を内蔵したレイバードが放出機から空中に放出され、銃の光線がこれに当たると、ストロボが発光して破砕音を発するとともに会場の照明で命中が演出される。放出されたレイバードは床のベルトコンベアで回収されて放出機に戻り、充電される。トラップ競技用とスキート競技用で2種類の構成が存在した。

### ワイルドガンマン
1974年に任天堂レジャーシステムが発売したゲームセンター向け業務用ガンシューティングゲーム。プレイヤーは西部劇を題材にした映像に登場するガンマンと早打ちを競う。後の一般的なアーケードゲームのようにスクリーンを内蔵した独立型の筐体で、エルモ社と共同開発した16mm映写機を2台使用している。アメリカやヨーロッパへも輸出された。

### シューティングトレーナー
1976年に任天堂レジャーシステムが発売した業務用ガンシューティングゲーム。西部劇の荒野を舞台に、ランダムに現れる瓶のシルエットをライフル銃で狙い撃つルールとなっている。模擬銃にはRCA製の半導体レーザーを内蔵し、スクリーンで反射されたレーザー光をフォトトランジスタで検出して命中を判定する。販売価格は230万円。